# Бужору (Хунедоара)
Бужору (рум. Bujoru) насеље је у Румунији у округу Хунедоара у општини Добра. Oпштина се налази на надморској висини од 285 m.

## Становништво
Према подацима из 2002. године у насељу је живело 82 становника, од којих су сви румунске националности.